# 그날들
뮤지컬 그날들(영어: The Days)은 고(故) 김광석이 불렀던 노래들로 만들어진 주크박스 뮤지컬이다.  청와대 경호실을 배경으로 과거와 현재를 넘나들며 20년 전 사라진 ‘그 날’의 미스터리한 사건을 고(故) 김광석이 부른 주옥 같은 노래들과 함께 그려낸다. 
2013년 초연 당시 감각적인 연출과 탄탄한 스토리, 원곡의 감동을 더 깊게 전달하는 다양한 편곡, 그리고 아크로바틱과 무술을 접목시킨 화려한 군무가 어우러져 흥행에 성공했다.  비평면에서도 좋은 평가를 받고 있다. 초연된 2013년, 국내에서 개최되는 전(全) 뮤지컬 시상식을 휩쓸며 그 작품성을 인정받았다. 2013년 초연 이후 서울과 지방공연을 꾸준히 이어 가고 있다. 2019년  2월 22일(금)부터 5월 6일(월)까지 서울 블루스퀘어 인터파크홀에서 다시 공연되고 있다.

## 등장 인물
- 정학
- 무영
- 그녀
- 운영관
- 사서
- 대식
- 상구
- 하나
- 수지
- 경호관들

## 시즌별 캐스팅 정보
| 시즌 | 정학                           | 무영                           | 그녀                   | 운영관                 | 사서                   | 대식           | 상구                   | 하나           | 수지           |
| ---- | ------------------------------ | ------------------------------ | ---------------------- | ---------------------- | ---------------------- | -------------- | ---------------------- | -------------- | -------------- |
| 2013 | 유준상 오만석 강태을           | 최재웅 지창욱 오종혁           | 방진의 김정화          | 서현철 이정열          |                        |                |                        |                |                |
| 2014 | 유준상 이건명 최재웅 강태을    | 김승대 오종혁 지창욱 규현      | 김지현 신다은          | 서현철 이정열          |                        |                |                        |                |                |
| 2016 | 유준상 이건명 민영기 오만석    | 오종혁 지창욱 이홍기 손승원    | 김지현 신고은          | 서현철 이정열          |                        |                |                        |                |                |
| 2017 | 유준상 이건명 민영기 오만석    | 오종혁 양요섭 손승원           | 김지현 신고은          | 서현철 이정열          |                        |                |                        |                |                |
| 2019 | 유준상 이필모 엄기준 최재웅    | 오종혁 온주완 남우현 윤지성    | 최서연 제이민          | 서현철 이정열          |                        |                |                        |                |                |
| 2020 | 유준상, 이건명, 정성화, 민우혁 | 온주완, 조형균, 양요섭, 김인성 | 루나, 방민아, 효은     | 서현철, 이정열, 고창석 | 임진아 김보정          | 최지호, 김산호 | 박정표, 김호창         | 이휴, 이아진   | 이자영, 박도연 |
| 2023 | 유준상, 오만석, 엄기준, 이건명 | 오종혁, 지창욱, 김건우, 영재   | 김지현, 최서연, 제이민 | 서현철, 이정열, 고창석 | 김보정, 이진희, 김석영 | 최지호, 김산호 | 박정표, 정순원, 손우민 | 곽나윤, 이정화 | 홍유정, 이자영 |

## 넘버[1]

### 1막
- 1. 변해가네 - 작사: 김창기, 작곡: 김창기, 편곡: 조동익
- 2. 나무 - 작사: 김윤성, 작곡: 한동헌, 편곡: 조동익
- 3. 너무 깊이 생각하지 마 - 작사: 작사: 김창기, 작곡: 김창기
- 4. 혼자 남은 밤 - 작사: 박용준, 작곡: 박용준
- 5. 그녀가 처음 울던 날 - 작사: 이정선, 작곡: 이정선, 편곡: 조동익
- 5-1. 말하지 못한 내 사랑 - 작사: 유준열, 작곡: 유준열
- 6. 새장 속의 친구 - 작사: 유준열, 작곡: 유준열, 편곡: 조동익
- 7. 너에게 - 작사: 김형석, 작곡: 김형석
- 8. 끝나지 않은 노래 - 작사: 김보성, 작곡: 김보성
- 9. 불행아 - 작사: 김의철, 작곡: 김의철, 편곡: 조동익
- 10. 그녀가 처음 울던 날 - 작사: 이정선, 작곡: 이정선, 편곡: 조동익
- 11. 그날들 - 작사: 김창기, 작곡: 김창기

### 2막
- 1. 부치지 않은 편지 - 작사: 정호승, 작곡: 백창우
- 2. 이등병의 편지 - 작사: 김현성, 작곡: 김현성
- 3. 서른 즈음에 - 작사: 강승원, 작곡: 강승원
- 4. 기다려줘 - 작사: 김창기, 작곡: 김창기
- 5. 사랑이라는 이유로 - 작사: 김형석, 작곡: 김형석
- 6. 나의 노래 - 작사: 한동헌, 작곡: 한동헌, 편곡: 조동익
- 7. 먼지가 되어 - 작사: 송문상, 작곡: 이대현
- 8. 꽃 + 내 사람이여 - 작사: 문대현, 작곡: 문대현 + 작사: 백창우, 작곡: 백창우, 편곡: 조동익
- 9. 사랑했지만 - 작사: 한동준, 작곡: 한동준
- 10. 너무 깊이 생각하지마 rep - 작사: 작사: 김창기, 작곡: 김창기
- 11. 거리에서 - 작사: 작사: 김창기, 작곡: 김창기
- 12. 흐린 가을 하늘에 편지를 써 - 작사: 작사: 김창기, 작곡: 김창기

## 공연 정보
- 2013. 4. 4. ~ 2013. 6. 30. 대학로 뮤지컬센터 대극장
- 2013. 7. 5. ~ 2013. 7. 7. 대전예술의 전당 아트홀
- 2013. 7. 19. ~ 2013. 7. 21. 대구 계명아트센터
- 2013. 8. 2. ~ 2013. 8. 4. 수원 경기도문화의 전당 대극장
- 2013. 8. 15. ~ 2013. 8. 18. 부산 센텀시티 소향씨어터 롯데카드홀
- 2013. 8. 23. ~ 2013. 8. 25. 안산문화예술의 전당 해돋이극장
- 2013. 9. 14. ~ 2013. 9. 15. 제주아트센터
- 2014. 10. 21. ~ 2015. 1. 18. 대학로 뮤지컬센터 대극장
- 2015. 2. 7. ~ 2015. 2. 8. 인천종합문화예술회관 대공연장
- 2015. 3. 21. ~ 2015. 3. 22. 성남아트센터 오페라하우스
- 2015. 4. 4. ~ 2015. 4. 5. 대구 계명아트센터
- 2015. 4. 17. ~ 2015. 4. 19. 부산 센텀시티 소향씨어터 롯데카드홀
- 2015. 4. 24. ~ 2015. 4. 26. 대전예술의 전당
- 2015. 5. 16. ~ 2015. 5. 17. 경남문화예술회관 대공연장
- 2015. 5. 30. ~ 2015. 5. 31. 제주아트센터
- 2016. 8. 25 ~ 2016.11. 3. 충무 아트센터 대극장
- 2016/11/12 ~ 2016/11/13  대구 계명아트센터
- 2016/12/02 ~ 2016/12/04 센텀시티 소향씨어터 신한카드홀
- 2016/12/10 ~ 2016/12/11 경기도문화의전당 대극장
- 2016/12/16 ~ 2016/12/17 구리아트홀 코스모스 대극장
- 2017/02/07 ~ 2017/03/05 예술의전당 오페라극장
- 2019/02/22 ~ 2019/05/06  블루스퀘어 인터파크홀
- 2019/05/17 ~ 2019/05/18 익산예술의전당 대공연장
- 2019/05/24 ~ 2019/05/26 센텀시티 소향씨어터 신한카드홀
- 2019/05/31 ~ 2019/06/02 대구 계명아트센터
- 2019/06/07 ~ 2019/06/08 경상남도문화예술회관 대공연장
- 2020/11/13 ~ 2021/02/07 충무아트센터 대극장